# 高松市立国分寺北部小学校
高松市立国分寺北部小学校（たかまつしりつ こくぶんじほくぶしょうがっこう）は、香川県高松市国分寺町にある公立小学校である。

## 概要
高松市西部の郊外地域に位置する。
国分寺北部小学校の校舎は，学校のシンボルである〔赤門〕のようにレンガで敷きつめられており，遠くからでもひときわ目立つ建物である。
国分寺町は，高松市の西部に位置し、坂出市とも隣接しており、近年、人口が増加しており、そのため、児童の転出入も多くなっている。　

## 学校データ
- 児童数：766人（2013年度[1]）
- 685人(2021年5月末[2])

学校施設（平成25年5月1日現在）
- 普通教室：26教室
- 特別教室：12教室
- 校舎面積：5725m2
- 体育館面積：1262m2
- プール設置：あり
- 学校給食の型：完全

## 歴史

### 沿革
- 1894年4月15日 - 国分・新居両小学校を統合して端岡小学校が開校する[3]。赤門（高松市指定有形文化財）[4]を新設。
- 1895年 - 補習科を設置。
- 1899年 - 裁縫専修科を設置。
- 1908年 - 手工科を加設。
- 1915年 - 高等科を併置し、端岡尋常高等小学校と改称。
- 1935年 - 青年学校を併設。
- 1941年 - 端岡尋常高等小学校が端岡国民学校と改称。
- 1947年 - 学制改革により、端岡国民学校が端岡小学校と改称。従来の高等科は新制の端岡中学校となる。
- 1950年 - 昭和天皇が行幸[5]。
- 1953年 - 校歌制定。
- 1955年 - 端岡村と山内村の合併により国分寺町となり、国分寺町立国分寺北部小学校と改称。
- 1983年 - 校舎を新築。(第四期工事完成)
- 1995年 - 開校百周年記念音楽会を実施。
- 2002年 - 新プール落成
- 2006年 - 国分寺町が高松市に合併し，高松市立国分寺北部小学校と改称。

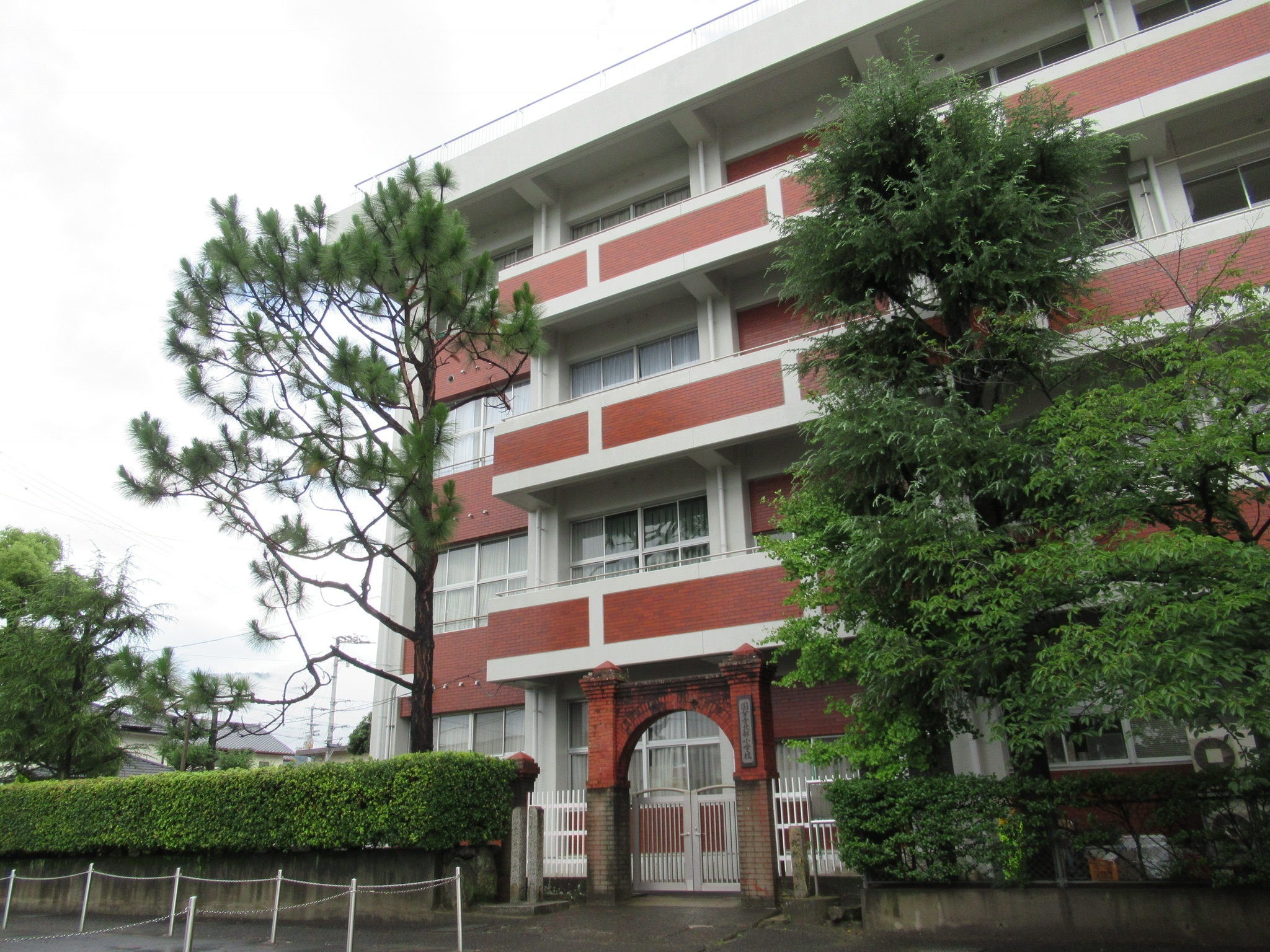
現在の赤門(2020年)

- 2008年 - 新体育館が竣工する。

### 全校児童数の推移
国分寺北部小学校の児童数は横ばい傾向である。
近年は国分寺町の人口が増加しており児童の転出入も多くなっている。
- 2006年度：760人
- 2007年度：778人(+18人)
- 2008年度：786人(+8人)
- 2009年度：786人(+-0人)
- 2010年度：812人(+26人)
- 2011年度：784人(-28人)
- 2012年度：773人(-11人)
- 2013年度：766人(-7人)

## 教育目標
夢や希望を持ち、21世紀をたくましく生きる人間を育てる。  

### 校訓
世界一でっかい夢  やりとげる根性  たくましいからだ

### 児童像
- 考える子(自主)
- 助け合う子(共生)
- 感じとる子(感性)
- やりぬく子(耐性)

## 進学先中学校
- 高松市立国分寺中学校

## 校区内の主な施設
- 四国八十八箇所霊場第八十番札所讃岐国分寺
- 讃岐国分尼寺

## 交通
- JR 予讃線 端岡駅より徒歩５分(約0.5km)
- 国分寺町コミュニティバス 国分寺町北部コミュニティセンター前より徒歩2分(約180m)

## 通学区域
国分寺町国分、国分寺町新居。旧端岡村の村域と一致する。